# Leslie Orgel
Leslie Eleazer Orgel (* 12. Januar 1927 in London; † 27. Oktober 2007 in San Diego, USA) war ein britischer Chemiker. Er war Mitbegründer der Ligandenfeldtheorie der Übergangsmetalle und Forscher auf dem Gebiet der Chemischen Evolution.

## Leben und Werk
Orgel war seit 1964 Professor und Direktor des Laboratoriums für Chemische Evolution am Salk Institute for Biological Studies und brachte in den 1970er Jahren die Panspermie-Hypothese erneut in die Diskussion, nach der die frühesten Formen des Lebens auf der Erde nicht hier entstanden, sondern durch Meteoriten aus dem Weltall hierher gelangt sind.
Francis Crick hat die von ihm aufgestellte Regel „Evolution is cleverer than you are“ („Die Evolution ist raffinierter als du es bist“) nach Leslie Orgel als Orgels Regel benannt.
Zusammen mit Stanley Miller schlug Orgel auch den Gedanken vor, dass Peptid-Nukleinsäuren (PNA) – anstatt der Ribonukleinsäure (RNA) – die ersten zur Autoreplikation fähigen präbiotischenen Systeme auf der frühen Erde bildeten. Für die NASA entwickelte Orgel die Analyseinstrumente mit, die die Raumsonde Viking zum Planeten Mars mitnahm.
In seinem Buch The Origins of Life prägte Orgel den Begriff der Spezifizierten Komplexität, um zu beschreiben, was lebende Organismen von unbelebten Objekten unterscheidet.
Leslie Orgel forschte am Salk Institute for Biological Studies in La Jolla und war außerordentlicher Professor an der University of California, San Diego. Er war Mitglied der Royal Society (1962), der American Academy of Arts and Sciences (1985) und der National Academy of Sciences (1990).
Privat war er ein Liebhaber orientalischer Teppiche.

## Veröffentlichungen
- An Introduction to Transition-Metal Chemistry. The Ligand Field Theory. 2. Auflage. Methuen, London 1967.
- The Origins of Life. Molecules and Natural Selection. Chapman & Hall, London 1973, ISBN 0-412-11910-2.
- The Origins of Life on the Earth. Prentice-Hall, Englewood Cliffs, N.J. 1974, ISBN 0-13-642082-6 (zusammen mit Stanley L. Miller).